# Liopasia reliqualis
Liopasia reliqualis is een vlinder uit de familie van de grasmotten (Crambidae), uit de onderfamilie van de Spilomelinae. De wetenschappelijke naam van deze soort is voor het eerst voorgesteld door Heinrich Benno Möschler in een publicatie uit 1882.
De soort komt voor in Suriname.